# 滋养管
所有骨骼都有较大或较小的孔，供血管进入；这些孔被称为滋养孔（nutrient foramina），尤其在较大的長骨骨干中较为明显。滋养孔通向滋养管（nutrient canal），而滋养管则延伸至髓腔。滋养管（孔）的方向是远离骨骼的生长端。上肢中骨骼的生长端是肱骨的上端以及桡骨和尺骨的下端；在下肢中，则是股骨的下端和胫骨的上端。滋养动脉和滋养静脉一同穿过滋养管。滋养管可见于长骨、下颌骨以及牙槽内。在长骨中，滋养管位于骨干部分。